# Suininki
Suininki är en sjö i Finland. Den ligger i kommunen Kuusamo i landskapet Norra Österbotten, i den nordöstra delen av landet, 700 km norr om huvudstaden Helsingfors. Suininki ligger 252 meter över havet. Den är 26,12 meter djup. Arean är 21,71 kvadratkilometer och strandlinjen är 72,19 kilometer lång. Sjön  ingår i Koundaälvens huvudavrinningsområde.   Den sträcker sig 6,4 kilometer i nord-sydlig riktning, och 15,5 kilometer i öst-västlig riktning.
I övrigt finns följande i Suininki:
- Honkasaari (en ö)
- Sonniluotonen (en ö)
- Purnunsaaret (en ö)
- Iso Lamposaari (en ö)
- Pikku Lamposaari (en ö)
- Luotoset (en ö)
- Lompsinsaaret (en ö)
- Lehtosaari (en ö)
- Latosaari (en ö)
- Pajusaari (en ö)
- Ukonsaari (en ö)
- Vasikkasaari (en ö)
- Kuikkasaari (en ö)
- Selkäsaari (en ö)
- Luotonen (en ö)
- Katajasaaret (en ö)
- Sakeasaari (en ö)
- Olkisaari (en ö)
- Petäjäsaari (en ö)
- Möhkyrä (en ö)
- Niskasaari (en ö)

I övrigt finns följande vid Suininki:
- Iso Papuluoma (en sjö)
- Kiviperä (en vik)
- Niskajärvi (en sjö)
- Piskamojoki (ett vattendrag)
- Rahkalampi (en sjö)